# 오도-하킨스 규칙
오도-하킨스 규칙(Oddo–Harkins rule)은 원소가 원자 번호가 짝수이면 인접한 원소보다 더 풍부하다는 규칙이다. 예를 들어, 원자 번호 6인 탄소는 붕소 (5)와 질소 (7)보다 더 풍부하다. 일반적으로, 짝수 원자 번호를 가진 원소의 상대적 풍부도는 양쪽에 인접한 홀수 원자 번호를 가진 원소의 상대적 풍부도보다 약 2배 정도 크다. 이 패턴은 주세페 오도가 1914년에, 윌리엄 드레이퍼 하킨스가 1917년에 처음으로 보고했다. 오도-하킨스 규칙은 항성 핵합성으로 생성된 탄소부터 시작하는 모든 원소에 대해 참이지만, 대폭발 핵합성과 우주선 파쇄로 생성된 탄소보다 가벼운 가장 가벼운 원소에는 해당되지 않는다.

태양계 내 원소들의 추정 존재비

## 정의

지구의 지각 내 백만 개의 Si 원자당 원소 존재비 (y축은 로그 스케일); 대부분의 금속 원소에서 오도-하킨스 규칙을 볼 수 있다.

수소보다 무거운 모든 원자는 중력, 온도, 압력이 양성자와 중성자를 융합할 수 있을 만큼 충분히 높아지면 핵합성을 통해 별이나 초신성에서 형성된다. 양성자와 중성자는 원자핵을 형성하고, 원자핵은 전자를 축적하여 원자를 형성한다. 원자핵의 양성자 수인 원자 번호는 화학 원소를 고유하게 식별한다.

## 규칙
이 규칙의 초기 형태는 하킨스가 1917년에 운석을 연구하면서 유도되었다. 그는 당시 다른 사람들과 마찬가지로 운석이 원소의 우주론적 풍부도를 더 잘 나타낸다고 추론했다. 하킨스는 짝수 원자 번호(Z)를 가진 원소가 홀수 Z를 가진 원소보다 약 70배 더 풍부하다는 것을 관찰했다. 운석 물질의 거의 99%를 차지하는 가장 흔한 7가지 원소는 모두 짝수 Z를 가지고 있었다. 또한 그는 물질의 90%가 15가지 다른 동위 원소로 구성되어 있으며, 알파 입자의 근사적인 질량인 4의 배수인 원자량을 가지고 있다는 것을 관찰했다. 3년 전, 오도는 지구 지각의 원소에 대해 비슷한 관찰을 했으며, 원소가 헬륨의 응축 산물이라고 추측했다. 헬륨의 핵은 알파 입자와 동일하다.:385 지구화학과 핵물리학 및 우주론을 연결하는 이 초기 연구는 빅토르 골트슈미트가 만든 노르웨이 그룹에 의해 크게 확장되었다.:389

## 항성 핵합성과의 관계

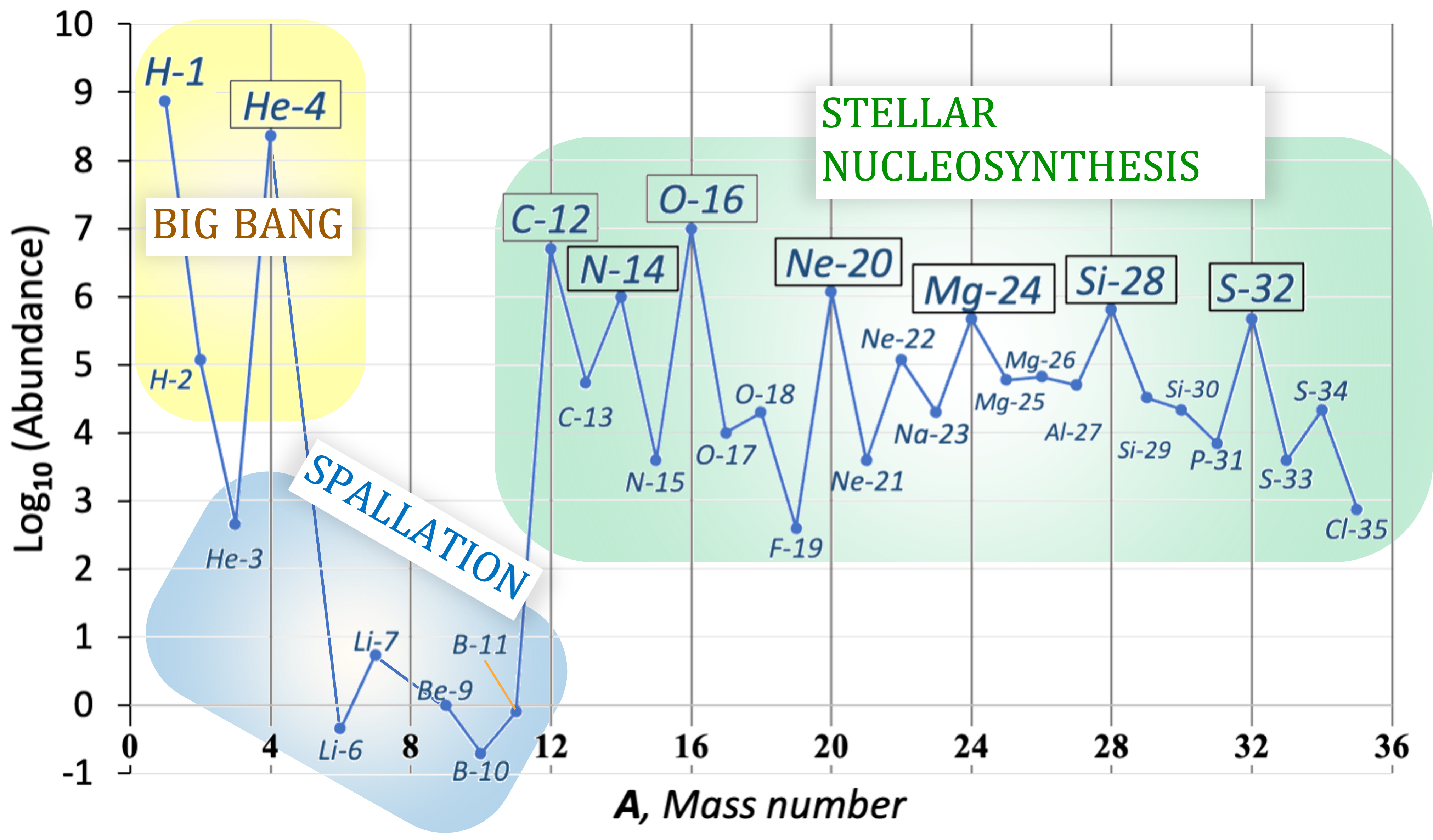
가벼운 핵종의 핵합성 기원. 가장 풍부한 핵종은 양성자와 중성자 수가 같다(동위 원소 기호 주변 상자). 우주선 파쇄 생성물은 가장 적게 풍부하다.

12C부터 56Fe까지의 원소에 대한 오도-하킨스 규칙은 항성 핵합성의 알파 반응으로 설명된다.:42 이 과정은 항성 환경 내에서 높은 온도와 압력 하에 알파 입자(헬륨-4 핵)의 융합을 포함한다. 알파 반응의 각 단계는 두 개의 양성자(그리고 두 개의 중성자)를 추가하여 짝수 원소의 합성을 선호한다. 탄소 자체는 헬륨으로부터의 삼중 알파 과정의 산물이며, 이는 Li, Be, B를 건너뛰는 과정이다. 이 핵종(및 헬륨-3)은 우주선 파쇄 – 로 생성된다. 이는 우주선이 더 큰 동위 원소에 충돌하여 분해되는 핵분열의 한 종류이다. 파쇄는 항성 환경의 높은 온도와 압력을 필요로 하지 않지만 지구에서도 발생할 수 있다. 파쇄의 가벼운 생성물은 상대적으로 드물지만, 이 부류의 홀수 질량 수 동위 원소는 짝수 동위 원소에 비해 더 큰 상대적 풍부도로 발생하며, 오도-하킨스 규칙에 위배된다.

## 규칙의 예외
그러나 이 주장은 우주에서 가장 풍부하고 단순한 원소인 수소 (원자 번호 1)에는 적용되지 않는다. 이는 이온화된 형태의 수소 원자가 단일 양성자가 되기 때문일 수 있으며, 이는 대폭발에 이은 우주의 급팽창 초기 1초 동안 쿼크의 첫 번째 주요 집합체 중 하나였을 것으로 이론화되어 있다. 이 시기에 우주의 급팽창으로 인해 무한히 작은 점에서 현대 은하 크기 정도로 커졌을 때, 입자 수프의 온도는 1조 켈빈 이상에서 수백만 켈빈으로 떨어졌다.
이 시기는 단일 양성자와 중수소 핵이 핵융합하여 헬륨과 리튬 핵을 형성할 수 있도록 했지만, 모든 H+ 이온이 더 무거운 원소로 재구성되기에는 너무 짧았다. 이 경우, 원자 번호 2인 헬륨은 수소의 짝수 원소에 해당된다. 따라서 중성 수소 또는 유일하게 안정적인 렙톤인 전자와 결합된 수소는 급팽창 종료 후 남아있는 쌍소멸되지 않은 물질의 대부분을 구성했다.
규칙의 또 다른 예외는 베릴륨이다. 짝수 원자 번호(4)를 가지고 있음에도 불구하고 인접한 원소(리튬과 붕소)보다 드물다. 이는 우주의 리튬, 베릴륨, 붕소의 대부분은 일반적인 항성 핵합성이 아닌 우주선 파쇄로 생성되며, 베릴륨은 하나의 안정 동위 원소(안정성의 경계에 가까운 보로메오 핵조차도)만 가지고 있어 각각 두 개의 안정 동위 원소를 가진 이웃 원소에 비해 풍부도가 뒤처지기 때문이다.

## 동위 원소 풍부도

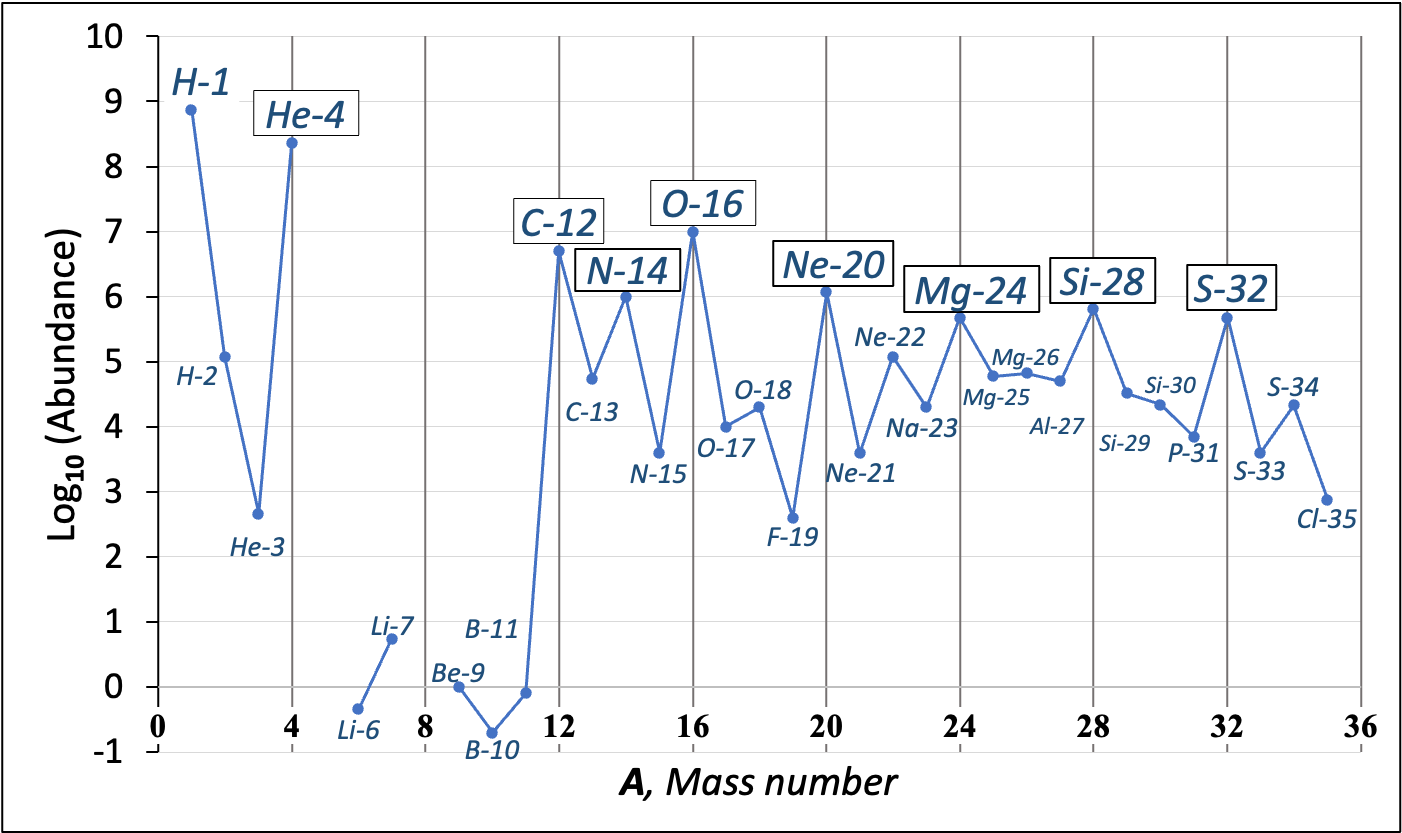
우주 일반 물질의 99.9%를 차지하는 처음 16개 원소의 안정적인 동위 원소 구성 플롯. 양성자와 중성자의 수가 같은 동위 원소[상자]는 특히 풍부하다.

오도-하킨스 규칙의 원소적 기반은 원소의 동위 원소 구성에 직접적인 근거를 둔다. 짝수 원자 번호를 가진 원소가 홀수 원자 번호를 가진 원소보다 더 풍부한 반면, 오도-하킨스 규칙의 정신은 가장 풍부한 동위 원소에도 확장된다. 양성자와 중성자의 수가 같은 동위 원소가 가장 풍부하다. 여기에는 {\displaystyle {\ce {^{4}_{2}He}}}, {\displaystyle {\ce {^{12}_{6}C}}}, {\displaystyle {\ce {^{14}_{7}N}}}, {\displaystyle {\ce {^{16}_{8}O}}}, {\displaystyle {\ce {^{20}_{10}Ne}}}, {\displaystyle {\ce {^{24}_{12}Mg}}}, {\displaystyle {\ce {^{28}_{14}Si}}}, {\displaystyle {\ce {^{32}_{16}S}}}가 포함된다. 이들 중 7개는 He-4 핵의 정수 배수를 포함하는 알파 핵종이다({\displaystyle {\ce {^{14}_{7}N}}}은 예외). 이들 중 2개({\displaystyle {\ce {^{4}_{2}He}}}와 {\displaystyle {\ce {^{16}_{8}O}}})는 양성자 또는 중성자의 마법수(2, 8, 20, 28, 50, 82, 126)를 포함하고 있으므로 핵 껍질 모형에 의해 비정상적으로 풍부할 것으로 예측된다. 나머지 6개({\displaystyle {\ce {^{12}_{6}C}}}, {\displaystyle {\ce {^{14}_{7}N}}}, {\displaystyle {\ce {^{20}_{10}Ne}}}, {\displaystyle {\ce {^{24}_{12}Mg}}}, {\displaystyle {\ce {^{28}_{14}Si}}}, {\displaystyle {\ce {^{32}_{16}S}}})의 높은 풍부도는 껍질 모형으로 예측되지 않는다. "이 유형의 핵종이 비정상적으로 풍부하다는 것은 과도한 안정성이 원소 생성 과정에서 역할을 했을 것임을 나타낸다"고 마리아 괴퍼트메이어는 1963년 핵 껍질 구조에 대한 발견으로 노벨 물리학상 수상 강연에서 말했다.
오도-하킨스 규칙은 홀수 원자 번호를 가진 원소가 홀수의 짝을 이루지 않은 양성자를 가지고 있으며 짝수 원자 번호와 양성자 쌍을 달성하기 위해 다른 양성자를 신속하게 포획할 수 있음을 시사할 수 있다. 양성자는 짝수 원자 번호를 가진 원소에서 쌍을 이루며, 각 쌍의 구성원은 다른 구성원의 스핀을 균형 있게 맞춰 핵자 안정성을 높인다. 이 설명에 대한 도전은 짝을 이루지 않은 양성자를 가지고 있음에도 불구하고 매우 풍부한 {\displaystyle {\ce {^{14}_{7}N}}}에 의해 제기된다. 또한 양성자보다 정확히 두 개의 중성자를 더 가지고 있는 짝수 동위 원소는 짝수임에도 불구하고 특히 풍부하지 않다. 산소, 네온, 마그네슘, 규소, 황의 각 가벼운 원소는 짝수 아이소스핀(핵자) 쌍을 가진 두 개의 동위 원소를 가지고 있다. 위의 플롯에 표시된 것처럼, 양성자와 중성자 수가 같은 동위 원소는 짝수 쌍을 가지고 있지만 두 개의 중성자를 추가로 가진 동위 원소보다 한두 자릿수 더 풍부하다.

### 핵융합과의 관계
별의 질량에 따라, 오도-하킨스 패턴은 양성자-양성자 연쇄 반응, CNO 순환, 삼중 알파 과정과 같은 핵융합 과정을 통해 붕괴하는 죽어가는 별 내에서 점진적으로 더 무거운 원소가 타면서 발생한다. 새로 형성된 원소는 항성풍으로 천천히 방출되거나 초신성 폭발로 방출되어 결국 은하의 나머지 성간매질과 합쳐진다.

## 같이 보기
- 지구 지각 내 원소 존재비
- 안정 원소
- 핵화학